# Pokój w Bazylei (22 lipca 1795)
Pokój w Bazylei – traktat pokojowy zawarty 22 lipca 1795 w Bazylei pomiędzy rewolucyjną Francją a Hiszpanią pod panowaniem Karola IV. Kończył wojnę trwającą w latach 1793–1795 na granicy Pirenejów.
W obliczu rewolucji francuskiej Hiszpania pozbawiona stałego sojusznika przyłączyła się do I koalicji antyfrancuskiej razem z Królestwem Prus i Austrią. Wojska hiszpańskie zaatakowały Francję na granicy Pirenejów. Początkowo odnosiły sukcesy pod dowództwem generała Ricardosa, ale po jego śmierci w 1794 roku nastąpiła seria niepowodzeń. Prusy wycofały się z sojuszu i zawarły z Francją pierwszy pokój w Bazylei 5 kwietnia 1795. Osłabienie koalicji kontrrewolucyjnej przez odejście Prus i dalsze niepowodzenia militarne skłoniły także Hiszpanię do zawarcia pokoju 22 lipca 1795 w tym samym mieście. Na jego mocy Francji odstąpiono hiszpańską część wyspy Santo Domingo, a granice na Pirenejach pozostały bez zmian. Pomimo mało korzystnego dla Hiszpanii rozwiązania, odpowiedzialny za zawarcie pokoju pierwszy sekretarz stanu Manuel Godoy otrzymał w nagrodę tytuł „księcia Pokoju”.